# João Batista de Arruda
João Batista de Arruda (Presidente Prudente, 16 de março de 1938) é um político brasileiro.

## Vida pessoal
João Batista de Arruda nasceu em Pirapozinho, então município de Presidente Prudente, interior do estado de São Paulo. Filho de João Cardoso Arruda e Anna Thomazia Silva. Casou com Maria de Lourdes Villar e juntos tiveram cinco filhos: Ana Magda, Ana Marieli, Júnior, Ana Magali e Ana Magdalena.

## Carreira política
Tornou-se bancário no norte do Paraná e, como gerente do Banco do Estado do Paraná, mudou-se para Francisco Beltrão em 1970. Elegeu-se prefeito de Francisco Beltrão tendo Jorge Camilotti como vice, dando assim início a sua vida pública no sudoeste do Paraná.
Durante a sua gestão como prefeito a cidade recebeu asfalto, construiu cartódromo, pontes, estradas e escolas no interior. Entre as outras obras, destaca-se o parque de exposições, atual Parque de Exposições Governador Jayme Canet Júnior. Francisco Beltrão recebeu ainda o Frigorífico Chapecó (depois Sadia e hoje BRF) e a fábrica da Coca Cola (atuais instalações da Latco).
Foi eleito deputado estadual, elegendo-se para sua primeira legislatura pelo PFL, assumindo em 1987. Foi reeleito deputado estadual para a 12ª Legislatura, ocupando o cargo de primeiro secretário da mesa executiva no biênio 1991/1992 e se licenciando em 1993 para assumir novamente a prefeitura de Francisco Beltrão.
Em 1998 a justiça condenou Arruda a devolver 308 851,40 reais por danos causados ao erário quando era prefeito de Francisco Beltrão.